# Computer Gaming World
Computer Gaming World était un magazine mensuel américain traitant du jeu vidéo sur ordinateur, appartenant au groupe de presse Ziff Davis. Créé en novembre 1981, il a été remplacé le 2 août 2006 par Games for Windows: The Official Magazine, lui-même remplacé par le site 1UP.com.